# 国共黄河归故谈判旧址
国共黄河归故谈判旧址，又名红洋楼、南关红洋楼，位于河南省开封市禹王台区金梁里街25号（原南关民生街17号），北临陇海铁路，由东西两座18世纪巴洛克式建筑组成。两楼本为河南邮政管理局邮务长及会计长的寓所，1946年时为联合国善后救济总署使用，中国共产党和中国国民党进行“黄河归故”谈判时，周恩来等中共领导人曾下榻于此。1949年后曾作为中国人民解放军河南省军区机关所在地，现为中国人民解放军驻开封某部队使用。

## 历史
1917年，河南邮务管理局购地33.85亩，在陇海铁路南侧兴建邮务长和会计长寓所。红洋楼坐北朝南，东楼880平方米，西楼550平方米，东楼位于西楼前为主楼。1921年5月建成后立即投入使用。东楼居住的是来自英属印度的邮务长阿良西，西楼居住的是来自丹麦的会计长光器格。1921年至1937年，两楼为当时历任邮务长和会计长居住。日军侵占开封后，两楼闲置。
1946年，红洋楼为联合国善后救济总署河南分署使用。1946年7月19日，正与国民政府进行“黄河归故谈判”的周恩来等人乘专机由上海抵达开封南郊机场，视察郑州花园口堵口工地后，乘车返回开封，在红洋楼下榻。7月20日黎明，周恩来在红洋楼秘密接见冀鲁豫边区的张玺、段君毅等负责人。7月20日，周恩来出席在黄河水利委员会礼堂举行的黄河问题座谈会，经据理力争，到会的各方代表和工程师一致赞同中共的主张。7月21日，周恩来返回上海。
开封解放后，红洋楼曾作为中国人民解放军河南省军区机关所在地。1952年10月30日，毛泽东视察柳园口后在该楼下榻，居住在河南省军区司令员陈再道的卧室，并在卧室木板床上夜读地方志书及《东京梦华录》等。1959年，红洋楼改为部队干部招待所。文化大革命时期，曾为驻军军长的住所。

## 建筑风格
两楼均为砖砌，外墙拉毛、坡屋顶、红瓦面，建筑风格独特，外部美观大方，内部布置精巧，为典型的18世纪巴洛克式建筑，具有较高的历史、科学、艺术价值。因其别于当地民居的风格及外国人投资兴建的背景而被当地群众称为“红洋楼”。
两楼建筑平面呈“丁”字形，地下一层、地上两层，外墙为红砖清水墙，白灰勾缝，水泥装饰线角门套及窗台口。室内木地板、木楼梯、水卫厨厕齐全，木制门窗，正门内有大厅和会客室、侍卫人员住室，西侧为餐厅，底层后侧有转折式三跑楼梯，楼上为卧室、书房、起居室，装饰考究，建筑造型活泼自由，空间层次丰富。

## 纪念
2013年3月5日，列入第七批全国重点文物保护单位，分类为“近现代重要史迹及代表性建筑”。2021年1月，河南省文物局将其认定为河南省第一批革命文物。

## 备注
1. ↑  开封有三处近代建筑均被称作“红洋楼”，国共黄河归故谈判旧址是其中一处